# Iseropus californiensis
Iseropus californiensis är en stekelart som beskrevs av Joseph Augustine Cushman 1940. Iseropus californiensis ingår i släktet Iseropus och familjen brokparasitsteklar. Inga underarter finns listade i Catalogue of Life.